# Chiara Consonni
Chiara Consonni (ur. 24 czerwca 1999 w Ponte San Pietro) – włoska kolarka torowa i szosowa. Mistrzyni olimpijska w madisonie (2024), wielokrotna medalistka mistrzostw świata i Europy.
Kolarstwo uprawia również jej brat Simone.

## Kariera
Pierwsze sukcesy w karierze osiągnęła w 2016, kiedy zdobyła złote medale w drużynowym wyścigu na dochodzenie na torowych mistrzostwach świata juniorów w Aigle i mistrzostwach Europy juniorów w Montichiari. Na rozgrywanych rok później mistrzostwach świata juniorów w Montichiari wygrała madison i drużynowy wyścig na dochodzenie, a w wyścigu punktowym była trzecia. Podczas torowych mistrzostw Europy w Płowdiwie w 2020 zdobyła srebrny medal w drużynowym wyścigu na dochodzenie. W tej konkurencji zdobyła następnie srebro na mistrzostwach świata w Roubaix (2021) i złoto podczas mistrzostw świata w Yvelines (2022).

## Najważniejsze osiągnięcia
2017
- 3. miejsce w Flanders Diamond Tour

2018
- 3. miejsce w Flanders Diamond Tour
- 1. miejsce w klasyfikacji młodzieżowej Ladies Tour of Norway

2019
- 1. miejsce na 5. etapie Boels Ladies Tour
- 3. miejsce w Gran Premio Bruno Beghelli Donne

2020
- 3. miejsce w Classic Lorient Agglomération
- 2. miejsce w Grand Prix d’Isbergues Féminin

2021
- 1. miejsce w Ronde de Mouscron
- 1. miejsce w Vuelta a la Comunitat Valenciana Feminas
- 2. miejsce w Flanders Diamond Tour
- 3. miejsce w La Classique Morbihan
- 1. miejsce w Grand Prix du Morbihan Féminin

2022
- 2. miejsce w Le Samyn des Dames
- 2. miejsce w GP Oetingen
- 1. miejsce w Dwars door Vlaanderen
- 2. miejsce w Scheldeprijs
- 2. miejsce w Gran Premio della Liberazione
- 1. miejsce w Dwars door de Westhoek
- 1. miejsce w Flanders Diamond Tour
- 1. miejsce na 9. etapie Giro d’Italia Donne
- 1. miejsce w Grand Prix d’Isbergues Féminin

2023
- 2. miejsce w Dwars door Vlaanderen
- 3. miejsce w Scheldeprijs
- 1. miejsce w Trofee Maarten Wynants
- 1. miejsce na 9. etapie Giro d’Italia Donne
- 1. miejsce w Grote prijs Beerens
- 1. miejsce w Tour of Chongming Island
  - 1. miejsce w klasyfikacji punktowej
  - 1. miejsce na 3. etapie
- 2. miejsce w Tour of Guangxi

2024
- 2. miejsce w Drentse Acht van Westerveld
- 3. miejsce w Gandawa-Wevelgem
- 1. miejsce w Gran Premio della Liberazione
- 1. miejsce w GP Eco-Struct
- 3. miejsce w Trofee Maarten Wynants
- 1. miejsce w Flanders Diamond Tour
- 2. miejsce w mistrzostwach Włoch (start wspólny)
- 1. miejsce na 2. etapie Giro d’Italia Women
- 2. miejsce w Konvert Koerse

2025
- 2. miejsce w Trofeo Marratxi-Felanitx
- 3. miejsce w GP Oetingen
- 2. miejsce w Classic Brugge-De Panne
- 3. miejsce w Scheldeprijs
- 3. miejsce w Copenhagen Sprint
- 1. miejsce w Tour de Pologne Women
  - 1. miejsce na 1. i 3. etapie

## Rankingi

### Kolarstwo szosowe
| Rok            | 2017 | 2018 | 2019 | 2020 | 2021 | 2022 | 2023 | 2024 |
| -------------- | ---- | ---- | ---- | ---- | ---- | ---- | ---- | ---- |
| Ranking UCI    | 157. | 93.  | 98.  | 39.  | 38.  | 18.  | 14.  | 14.  |
| UCI World Tour | -    | 94.  | 55.  | 29.  | 64.  | 29.  | 16.  | 28.  |
|                |      |      |      |      |      |      |      |      |
| Źródło: UCI    |      |      |      |      |      |      |      |      |